# دوریس مریک
دوریس مریک (انگلیسی: Doris Merrick؛ ‏ ۶ ژوئن ۱۹۱۹ – ۳۰ نوامبر ۲۰۱۹) بازیگر و مدل اهل ایالات متحده آمریکا بود.
از فیلم‌ها یا برنامه‌های تلویزیونی که وی در آن نقش داشته‌است، می‌توان به بهشت می‌تواند صبر کند، صدای بلند، احمق آمریکایی خوش‌تیپ، آهنگ منقطع و زمانی برای کشتن اشاره کرد.